# Stanhopea insignis
Stanhopea insignis là một loài lan đặc hữu của miền nam và đông nam Brasil. Đây là loài điển hình của chi Stanhopea.